# آلن ولز
آلن ولز (انگلیسی: Allan Wells؛ زادهٔ ۳ مهٔ ۱۹۵۲) ورزشکار دو و میدانی اهل اسکاتلند است. علت شهرت وی قهرمانی دوی صدمتر در بازی‌های المپیک تابستانی ۱۹۸۰ در مسکو است.